# Liste d'États et régimes éphémères
Cette liste d'États éphémères[pas clair] inclut des États ayant été reconnus ainsi que des États brièvement proclamés mais n'ayant pas eu de réelle histoire autonome.

## Afrique
| désignation                                  | localisation              | période   |
| -------------------------------------------- | ------------------------- | --------- |
| Swellendam                                   | Afrique du Sud            | 1795      |
| Graaff-Reinet                                | Afrique du Sud            | 1795-1796 |
| Natalia                                      | Afrique du Sud            | 1839-1843 |
| République de Winburg-Potchefstroom          | Afrique du Sud            | 1844-1848 |
| République du Maryland                       | Liberia                   | 1854-1857 |
| État de Goshen                               | Afrique du Sud            | 1882      |
| Stellaland                                   | Afrique du Sud            | 1882-1883 |
| Stellaland                                   | Afrique du Sud            | 1883-1885 |
| Nieuwe Republiek                             | Afrique du Sud            | 1884      |
| Upingtonia (en)                              | Namibie                   | 1885-1887 |
| Klein Vrystaat                               | Afrique du Sud            | 1886-1891 |
| République de Tripolitaine                   | Libye                     | 1918-1922 |
| République du Rif                            | Maroc                     | 1921-1926 |
| Confédération Galla occidentale              | Éthiopie                  | 1936      |
| Fédération du Mali                           | Mali Sénégal              | 1959-1960 |
| République du Cameroun                       | Cameroun                  | 1960-1961 |
| Sud-Kasaï                                    | Congo                     | 1960-1962 |
| État du Katanga                              | Congo                     | 1960-1963 |
| Tanganyika                                   | Tanzanie                  | 1961-1964 |
| Zanzibar                                     | Tanzanie                  | 1963-1964 |
| République du Bénin                          | Nigeria                   | 1967-1967 |
| République du Biafra                         | Nigeria                   | 1967-1970 |
| République de Martyazo                       | Burundi                   | 1972      |
| République de Cabinda (en)                   | Angola                    | 1975      |
| Empire centrafricain                         | République centrafricaine | 1976-1979 |
| Zimbabwe-Rhodésie                            | Zimbabwe                  | 1979      |
| République démocratique populaire d'Éthiopie | Éthiopie                  | 1987-1991 |
| République démocratique du Yémen             | Yémen                     | 1994      |
| Azawad                                       | Mali                      | 2012      |

## Amériques
| désignation                          | localisation                | période   |
| ------------------------------------ | --------------------------- | --------- |
| République de Floride occidentale    | États-Unis                  | 1810      |
| République de Fredonia               | États-Unis                  | 1826-1827 |
| République de l'Indian Stream        | États-Unis                  | 1832-1835 |
| République du Canada                 | Canada                      | 1837      |
| République du Bas-Canada             | Canada                      | 1838      |
| Confédération péruvio-bolivienne     | Pérou Bolivie               | 1838-1839 |
| Los Altos                            | Guatemala Mexique           | 1838-1840 |
| République Juliana                   | Brésil                      | 1839      |
| République du Rio Grande             | Mexique                     | 1840      |
| République du Yucatán                | Mexique                     | 1841-1848 |
| République de Californie             | États-Unis                  | 1846      |
| État du Deseret                      | États-Unis                  | 1849-1850 |
| République de Rough and Ready        | États-Unis                  | 1850      |
| République de Sonore                 | Mexique                     | 1852      |
| République de Basse-Californie       | Mexique                     | 1853      |
| Royaume d'Araucanie et de Patagonie  | Chili Argentine             | 1860      |
| États confédérés d'Amérique          | États-Unis                  | 1861-1865 |
| Louisiane                            | États-Unis                  | 1861      |
| République de Porto Rico             | États-Unis                  | 1868      |
| République de la Guyane indépendante | Brésil                      | 1886-1887 |
| Principauté de Trinidad              | Brésil                      | 1893-1895 |
| République d'Hawaï                   | États-Unis                  | 1894-1898 |
| République d'Amérique centrale       | Honduras Nicaragua Salvador | 1896-1898 |
| République d'Acre                    | Brésil                      | 1899-1900 |
| République de Tulé                   | Panama (Kuna Yala)          | 1925      |

### Décolonisation des Amériques
| désignation                      | localisation           | période   |
| -------------------------------- | ---------------------- | --------- |
| Premier Empire d'Haïti           | Haïti                  | 1804-1806 |
| Première République (Venezuela)  | Venezuela              | 1811-1812 |
| État libre de Cundinamarca       | Colombie               | 1811-1814 |
| Deuxième République (Venezuela)  | Venezuela              | 1813-1814 |
| Troisième République (Venezuela) | Venezuela              | 1817-1819 |
| Province libre de Guayaquil      | Équateur               | 1820-1822 |
| Haïti espagnol                   | République dominicaine | 1821-1822 |
| République d'Anguilla            | Royaume-Uni            | 1967-1969 |

## Asie
| désignation                                 | localisation | période                        |
| ------------------------------------------- | ------------ | ------------------------------ |
| Ilocos Libres (en)                          | Philippines  | 1762                           |
| République d'Ezo                            | Japon        | 1868-1869                      |
| Royaume des Sedangs                         | Viêt-Nam     | 1888                           |
| République de Formose                       | Taïwan       | 1895                           |
| Première République                         | Philippines  | 1899-1901                      |
| Royaume céleste du Grand Mingshun (en)      | Chine        | 1903                           |
| Restauration impériale chinoise             | Chine        | 1915-1916                      |
| Dictature de Caspienne centrale             | Azerbaïdjan  | 1918                           |
| Royaume arabe de Syrie                      | Syrie        | 1920                           |
| Azadistan                                   | Iran         | 1920                           |
| Gouvernement autonome du Khorasan           | Iran         | 1920                           |
| République socialiste du Gilan              | Iran         | 1920-1921                      |
| République soviétique chinoise              | Chine        | 1931-1937                      |
| État du Hatay                               | Turquie      | 1938-1939                      |
| Seconde République (Turkestan oriental)     | Chine        | 1944-1949                      |
| République populaire de Mongolie-Intérieure | Chine        | 1945                           |
| République des États-Unis d'Indonésie       | Indonésie    | 14 décembre 1949- 17 août 1950 |
| République khmère                           | Cambodge     | 1970-1975                      |
| République du Koweït                        | Koweït       | 1990                           |
| République fédérale du Mindanao (en)        | Philippines  | 1990                           |
| Bangsamoro Republik (en)                    | Philippines  | 2013                           |

### Seconde Guerre mondiale
| désignation                                    | localisation | période   |
| ---------------------------------------------- | ------------ | --------- |
| Gouvernement réformé de la république de Chine | Chine        | 1938-1940 |
| République des Philippines                     | Philippines  | 1943-1945 |
| État de Birmanie                               | Myanmar      | 1943-1945 |
| Turkestan oriental                             | Chine        | 1944-1949 |
| Royaume du Cambodge                            | Cambodge     | 1945      |
| Empire du Viêt Nam                             | Viêt-Nam     | 1945      |

### Post-Seconde Guerre mondiale
| désignation                                 | localisation | période   |
| ------------------------------------------- | ------------ | --------- |
| République populaire de Mongolie-Intérieure | Chine        | 1945      |
| République populaire de Corée               | Corée        | 1945-1946 |
| Gouvernement populaire d'Azerbaïdjan (GPA)  | Azerbaïdjan  | 1946      |
| République du Kurdistan                     | Iran         | 1946      |

## Europe
Et régions limitrophes.
| désignation                                      | localisation                        | période                     | Notes |
| ------------------------------------------------ | ----------------------------------- | --------------------------- | --- |
| Ligue sociale                                    | Italie                              | 91 av. J.-C. – 88 av. J.-C. | Confédération créée pendant la guerre sociale contre Rome |
| République ambrosienne                           | Italie                              | 1447–1450                   | |
| Royaume du Nouveau Temple                        | Allemagne                           | 1534-1535                   | Théocratie anabapstiste |
| République de Saint-Malo                         | France                              | 1590-1594                   | |
| Commonwealth d'Angleterre                        | Royaume-Uni Irlande                 | 1649-1653 1659-1660         | |
| Royaume de Corse                                 | France                              | 1736-1740                   | |
| États belgiques unis                             | Belgique                            | 1789-1790                   | |
| Royaume de Corse                                 | France                              | 1794-1796                   | |
| Municipalité provisoire de Venise                | Italie                              | 1797-1798                   | |
| Nation gozitaine                                 | Malte                               | 1798-1800                   | |
| Protectorat d'Islande                            | Islande                             | 1809                        | En juillet 1809, Jørgen Jørgensen, aventurier danois arrête le gouverneur, le Comte Trampe, et proclame le 26 juin l'abolition de la souveraineté du Danemark. Après quoi, il promet la protection de la Grande-Bretagne et s'octroie tous les pouvoirs en tant que « protecteur » de l'Islande et commandant en chef sur terre comme sur mer |
| Pays-Bas unis                                    | Pays-Bas                            | 1813-1815                   | |
| Royaume de Norvège                               | Norvège                             | 1814                        | |
| Provinces unies italiennes                       | Italie                              | 1831                        | |
| Empire allemand                                  | Allemagne Autriche Tchéquie Pologne | 1848-1849                   | État créé dans le contexte du printemps des peuples |
| Villes libres de Menton et Roquebrune            | France                              | 1848-1849                   | |
| République de Saint-Marc                         | Italie                              | 1848-1849                   | État créé dans le contexte du printemps des peuples |
| État hongrois                                    | Hongrie Slovaquie Roumanie          | 1849                        | État créé dans le contexte du printemps des peuples |
| République romaine                               | Italie Vatican                      | 1849                        | État créé dans le contexte du printemps des peuples |
| Provinces-Unies d'Italie centrale                | Italie                              | 1859-1860                   | État créé dans le contexte du Risorgimento (unification de l'Italie) |
| Royaume triunitaire de Croatie-Slavonie-Dalmatie | Croatie                             | 1867                        | |
| Confédération de l'Allemagne du Nord             | Allemagne Pologne                   | 1867-1871                   | |
| République de Ploiești (en)                      | Roumanie                            | 1870                        | |
| Commune de Paris                                 | France                              | 1870                        | Insurrection à la suite de la défaite de la guerre de 1870 |
| République de Gourie                             | Géorgie                             | 1902-1906                   | |
| République de Krouchevo                          | Macédoine du Nord                   | 1903                        | |
| République de Strandja                           | Turquie Bulgarie                    | 1903                        | |
| État d'Icarie                                    | Grèce                               | 1912-1913                   | |
| Gouvernement provisoire de Thrace occidentale    | Grèce                               | 1913                        | |
| République d'Albanie centrale (en)               | Albanie                             | 1913-1914                   | |
| République autonome d'Épire du Nord              | Albanie                             | 1914                        | |
| Monarchie du Nord                                | Portugal                            | 1919                        | Tentative de restauration monarchique |
| République irlandaise                            | Irlande                             | 1919-1922                   | |
| Régence italienne du Carnaro                     | Croatie                             | 1920                        | |
| République de Mirdita                            | Albanie                             | 1921                        | |
| République rhénane                               | Allemagne                           | 1923-1924                   | |
| République galicienne                            | Espagne                             | 1931                        | |
| Conseil souverain des Asturies et de León        | Espagne                             | 1936-1937                   | |
| Insulo de la Rozoj                               | Italie                              | 1968                        | |
| République serbe de Krajina                      | Croatie                             | 1990-1995                   | État serbe de Bosnie ayant existé durant les guerres de Yougoslavie |
| République croate d'Herceg-Bosna                 | Bosnie-Herzégovine                  | 1991-1994                   | État regroupant les Croates de Bosnie pendant les guerres de Yougoslavie |
| République de Bosnie-Herzégovine                 | Bosnie-Herzégovine                  | 1992-1995                   | État bosniaque ayant existé durant les guerres de Yougoslavie |
| République de Bosnie occidentale                 | Bosnie-Herzégovine                  | 1993-1995                   | État bosniaque pro-serbe durant les guerres de Yougoslavie |
| Serbie-et-Monténégro                             | Serbie Monténégro                   | 2003-2006                   | |
| République de Crimée                             | Ukraine Russie (disputé)            | 2014                        | |
| Nouvelle-Russie                                  | Ukraine Russie (disputé)            | 2014-2015                   | |

### Catalogne
| désignation         | localisation | période |
| ------------------- | ------------ | ------- |
| République catalane | Espagne      | 1641    |
| État catalan        | Espagne      | 1873    |
| République catalane | Espagne      | 1931    |
| État catalan        | Espagne      | 1934    |
| République catalane | Espagne      | 2017    |

### Républiques sœurs
| désignation                | localisation                                                                    | période   |
| -------------------------- | ------------------------------------------------------------------------------- | --------- |
| République d'Alba          | Italie (Piémont)                                                                | 1796      |
| République ancônitaine     | Italie (Marches)                                                                | 1797-1798 |
| République d'Asti          | Italie (Piémont)                                                                | 1797      |
| République batave          | Pays-Bas                                                                        | 1795-1806 |
| République bergamasque     | Italie (Lombardie)                                                              | 1797      |
| République bolonaise       | Italie (Émilie-Romagne)                                                         | 1796      |
| République bouillonnaise   | Belgique (Wallonie)                                                             | 1794-1795 |
| République bresciane       | Italie (Lombardie)                                                              | 1797      |
| République cisalpine       | Italie                                                                          | 1797-1802 |
| République cispadane       | Italie                                                                          | 1797      |
| République cisrhénane      | Allemagne                                                                       | 1797-1802 |
| République du Connaught    | Irlande (Connacht)                                                              | 1798      |
| République crémasque       | Italie (Lombardie)                                                              | 1797      |
| République de Dantzig      | Pologne                                                                         | 1807-1814 |
| Royaume d'Étrurie          | Italie (Toscane)                                                                | 1807      |
| République helvétique      | Suisse                                                                          | 1798-1803 |
| République illyrienne      | Croatie Slovénie Autriche (Carinthie et Tyrol) Italie (Frioul-Vénétie Julienne) |           |
| République italienne       | Italie                                                                          | 1802-1805 |
| République liégeoise       | Belgique (Wallonie)                                                             | 1789-1791 |
| République ligurienne      | Italie (Ligurie)                                                                | 1797-1805 |
| République de Lucques      | Italie (Toscane)                                                                | 1799-1805 |
| République de Mayence      | Allemagne (Rhénanie-Palatinat)                                                  | 1793      |
| République parthénopéenne  | Italie (Campanie)                                                               | 1799      |
| République de Pescara (en) | Italie (Abruzzes)                                                               |           |
| République piémontaise     | Italie (Piémont)                                                                | 1798-1799 |
| République rauracienne     | Suisse (cantons de Bâle, Berne et Jura) France (département du Doubs)           | 1792-1793 |
| République rhodanienne     | Suisse (canton du Valais)                                                       | 1802-1810 |
| République romaine         | Italie Vatican                                                                  | 1798-1799 |
| République subalpine       | Italie (Piémont)                                                                | 1800-1802 |
| République tibérine        | Italie (Ombrie)                                                                 | 1798      |
| République transpadane     | Italie (Lombardie)                                                              | 1797      |

### Post-Première Guerre mondiale
De nombreux États éphémères sont nés à la suite de la Première Guerre mondiale, notamment pendant la guerre civile russe ou la dissolution de l'Autriche-Hongrie.
| désignation                                         | localisation                               | période                          | Notes                                        |
| --------------------------------------------------- | ------------------------------------------ | -------------------------------- | -------------------------------------------- |
| Royaume de Pologne                                  | Pologne                                    | 1916-1918                        | État fantoche de l'Empire allemand           |
| République russe                                    | Russie                                     | 1917-1917                        | Durant la guerre civile russe                |
| République populaire de Crimée                      | Russie Ukraine (territoire contesté)       | 1917-1918                        | Durant la guerre civile russe                |
| République démocratique moldave                     | Moldavie Ukraine                           | 1917-1918                        | Durant la guerre civile russe                |
| République populaire d'Ukraine                      | Ukraine Russie                             | 1917-1918                        | Durant la guerre civile russe                |
| République populaire d'Ukraine occidentale          | Ukraine Pologne Slovaquie                  | 1918-1919                        | Pendant la dislocation de l'Autriche-Hongrie |
| République soviétique de Naissaar                   | Russie                                     | 17 décembre 1917-24 février 1918 | Durant la Guerre civile russe                |
| République houtsoule                                | Ukraine                                    | 1919                             | Pendant la dislocation de l'Autriche-Hongrie |
| Ukraine libertaire                                  | Ukraine                                    | 1918-1921                        | Durant la guerre civile russe                |
| Autonomie d'Alash                                   | Kazakhstan                                 | 1917-1920                        | Durant la guerre civile russe                |
| République montagnarde du Caucase du Nord           | Russie                                     | 1917-1920                        | Durant la guerre civile russe                |
| République soviétique d'Odessa                      | Ukraine                                    | 1918                             | Durant la guerre civile russe                |
| République des conseils d'Alsace-Lorraine           | Alsace-Lorraine                            | 1918                             | Pendant la dislocation de l'Empire allemand  |
| État des Slovènes, Croates et Serbes                | Slovénie Croatie Bosnie-Herzégovine Serbie | 1918                             | Pendant la dislocation de l'Autriche-Hongrie |
| République de Zakopane                              | Pologne                                    | 1918                             |                                              |
| République d'Ostrów                                 | Pologne                                    | 1918                             |                                              |
| République fédérative démocratique de Transcaucasie | Arménie Azerbaïdjan Géorgie                | 1918                             | Durant la guerre civile russe                |
| Duché de Courlande et Sémigalle                     | Lettonie                                   | 1918                             | Durant la guerre civile russe                |
| Duché balte uni                                     | Estonie Lettonie                           | 1918                             | Durant la guerre civile russe                |
| République arménienne de la montagne                | Arménie                                    | 1918-1919 1920-1921              | Durant la guerre civile russe                |
| Commission polonaise de liquidation                 | Pologne Ukraine                            | 1918-1919                        | Pendant la dislocation de l'Autriche-Hongrie |
| République d'Autriche allemande                     | Autriche                                   | 1918-1919                        | Pendant la dislocation de l'Autriche-Hongrie |
| République démocratique hongroise                   | Hongrie                                    | 1918-1919                        | Pendant la dislocation de l'Autriche-Hongrie |
| République de Kalotaszeg                            | Hongrie                                    | 1918-1919                        | Pendant la dislocation de l'Autriche-Hongrie |
| République de Komańcza                              | Pologne                                    | 1918-1919                        | Pendant la dislocation de l'Autriche-Hongrie |
| République populaire biélorusse                     | Biélorussie                                | 1918-1919                        | Durant la guerre civile russe                |
| Commune des travailleurs d'Estonie                  | Estonie                                    | 1918-1919                        | Durant la guerre civile russe                |
| République démocratique d'Arménie                   | Arménie                                    | 1918-1919                        | Durant la guerre civile russe                |
| État russe (en)                                     | Russie                                     | 1918-1920                        | Durant la guerre civile russe                |
| République démocratique d'Azerbaïdjan               | Azerbaïdjan                                | 1918-1920                        | Durant la guerre civile russe                |
| République du Don                                   | Russie Ukraine                             | 1918-1920                        | Durant la guerre civile russe                |
| République populaire du Kouban                      | Russie                                     | 1918-1920                        | Durant la guerre civile russe                |
| République d'Uhtua(en)                              | Russie                                     | 1918-1920                        | Durant la guerre civile russe                |
| République démocratique de Géorgie                  | Géorgie                                    | 1918-1921                        | Durant la guerre civile russe                |
| République de Perloja                               | Lituanie                                   | 1918-1923                        | Durant la guerre civile russe                |
| République des conseils du Banat                    | Serbie Roumanie                            | 1918-1919                        | Pendant la dislocation de l'Autriche-Hongrie |
| République de Prekmurje                             | Slovénie                                   | 1919                             | Pendant la dislocation de l'Autriche-Hongrie |
| République slovaque des conseils                    | Slovaquie                                  | 1919                             | Pendant la dislocation de l'Autriche-Hongrie |
| République des conseils de Hongrie                  | Hongrie                                    | 1919                             | Pendant la dislocation de l'Autriche-Hongrie |
| République des conseils de Brême (en)               | Allemagne                                  | 1919                             |                                              |
| État populaire de Reuss                             | Allemagne                                  | 1919-1920                        |                                              |
| République des conseils de Bavière                  | Allemagne                                  | 1919                             |                                              |
| Ingrie du Nord                                      | Russie                                     | 1919-1920                        | Durant la guerre civile russe                |
| État libre du Goulot                                | Allemagne                                  | 1919-1923                        |                                              |
| République socialiste soviétique de Galicie         | Ukraine                                    | 1920                             | Pendant la guerre soviéto-polonaise          |
| République de Lituanie centrale                     | Lituanie Biélorussie                       | 1920-1922                        |                                              |
| République d'Extrême-Orient                         | Russie                                     | 1920-1922                        | Durant la guerre civile russe                |
| Lajtabánság                                         | Hongrie                                    | 1921                             | Pendant la dislocation de l'Autriche-Hongrie |
| République d'Albône                                 | Italie                                     | 1921                             | Première insurrection anti-fasciste au monde |
| Gouvernement provisoire de Priamour                 | Russie                                     | 1921-1923                        | Durant la guerre civile russe                |

### Seconde Guerre mondiale
| désignation                                           | localisation             | période   | !Notes                                                   |
| ----------------------------------------------------- | ------------------------ | --------- | -------------------------------------------------------- |
| République démocratique finlandaise                   | Finlande                 | 1939-1940 | État fantoche soviétique                                 |
| Royaume albanais                                      | Albanie Kosovo           | 1939-1943 | État fantoche de l'Italie fasciste                       |
| République française                                  | France                   | 1940-1943 | Ou France libre                                          |
| État français                                         | France                   | 1940-1944 | État fantoche du Troisième Reich                         |
| Gouvernement national ukrainien                       | Ukraine Pologne          | 1941      | Tentative de créer un État collaborateur ukrainien       |
| République d'Užice                                    | Serbie Monténégro Bosnie | 1941      | Créée par les partisans communistes de Tito              |
| Gouvernement de salut national                        | Serbie                   | 1941-1944 | État fantoche du Troisième Reich                         |
| État grec                                             | Grèce                    | 1941-1944 | État fantoche du Troisième Reich                         |
| État indépendant de Croatie                           | Croatie Bosnie           | 1941-1945 | État fantoche du Troisième Reich et de l'Italie fasciste |
| République de Bihać                                   | Croatie Bosnie           | 1942-1943 | Créée par les partisans communistes de Tito              |
| République française                                  | France                   | 1943-1944 | Successeur de la France libre                            |
| Une multitude de Républiques partisanes italiennes    | Italie                   | 1943-1945 | États résistants                                         |
| République sociale italienne (« république de Salò ») | Italie                   | 1943-1945 | État fantoche du Troisième Reich                         |
| République libre du Vercors                           | France                   | 1944      | État résistant                                           |
| République de Pińczów                                 | Pologne                  | 1944      | État résistant                                           |
| État indépendant de Macédoine                         | Macédoine Serbie         | 1944      | État fantoche du Troisième Reich                         |
| Gouvernement d'unité nationale                        | Hongrie                  | 1944-1945 | État fantoche du Troisième Reich                         |
| République française                                  | France                   | 1944-1946 | Gouvernement provisoire                                  |

## Océanie
| désignation                      | localisation     | période   |
| -------------------------------- | ---------------- | --------- |
| Tribus unies de Nouvelle-Zélande | Nouvelle-Zélande | 1835-1840 |
| Vemarana                         | Vanuatu          | 1979-1980 |
| République de Rotuma (en)        | Fidji            | 1987-1988 |

## Liste des États souverains et régimes politiques ayant vécu moins d'une année
Cette section dresse la liste des États souverains et régimes politiques ayant vécu moins d'une année, indépendamment de leur reconnaissance internationale ou non, mais à l'exclusion des micronations.
- Large reconnaissance internationale
- Reconnaissance limitée
- Aucune reconnaissance

| Nom court                                  | Nom formel                                                | Date de déclaration | Dissous le         | Durée de vie        | Prédécesseurs                                                                                          | Successeurs                                                                                            | Notes |
| ------------------------------------------ | --------------------------------------------------------- | ------------------- | ------------------ | ------------------- | --- | --- | --- |
| Icarie                                     | État d'Icarie                                             | 17 juillet 1912     | 1er juin 1913      | 10 mois et 15 jours | Empire ottoman                                                                                         | Grèce                                                                                                  | Grèce |
| Russie                                     | République fédérative démocratique russe                  | 19 janvier 1918     | 19 janvier 1918    | moins d’un jour     | RSFS de Russie                                                                                         | RSFS de Russie                                                                                         | |
| Catalogne                                  | État catalan                                              | 6 octobre 1934      | 7 octobre 1934     | 1 jour              | République espagnole                                                                                   | République espagnole                                                                                   | Évènements du 6 octobre 1934. |
| Abu Dhabi                                  | Émirat d'Abou Dhabi                                       | 1er décembre 1971   | 2 décembre 1971    | 1 jour              | États de la Trêve                                                                                      | Émirats arabes unis                                                                                    | |
| Ajman                                      | Émirat d'Ajman                                            | 1er décembre 1971   | 2 décembre 1971    | 1 jour              | États de la Trêve                                                                                      | Émirats arabes unis                                                                                    | |
| Bénin                                      | République du Bénin                                       | 19 septembre 1967   | 20 septembre 1967  | 1 jour              | Biafra                                                                                                 | stagnation                                                                                             | État fantoche du Biafra |
| Carpatho-Ukraine                           | Carpatho-Ukraine (en)                                     | 15 mars 1939        | 16 mars 1939       | 1 jour              | Tchécoslovaquie                                                                                        | Royaume de Hongrie                                                                                     | |
| Crimée                                     | République de Crimée[réf. nécessaire]                     | 5 mai 1992          | 6 mai 1992         | 1 jour              | Ukraine                                                                                                | Ukraine                                                                                                | Proclamation d'autonomie le 5 ; constitution amendée dès le lendemain pour affirmer l'appartenance à l'Ukraine |
| Crimée                                     | République de Crimée                                      | 17 mars 2014        | 18 mars 2014,      | 1 jour              | Ukraine                                                                                                | Russie                                                                                                 | Souveraineté proclamée le 11 mars 2014. A déclaré une indépendance unilatérale de l'Ukraine, qui continue à la considérer comme la république autonome de Crimée et Sébastopol. Reconnue uniquement par la Russie. |
| Dubaï                                      | Émirat de Dubaï                                           | 1er décembre 1971   | 2 décembre 1971    | 1 jour              | États de la Trêve                                                                                      | Émirats arabes unis                                                                                    | |
| Fujaïrah                                   | Émirat de Fujaïrah                                        | 1er décembre 1971   | 2 décembre 1971    | 1 jour              | États de la Trêve                                                                                      | Émirats arabes unis                                                                                    | |
| Galice                                     | République de Galice                                      | 27 juin 1931        | 28 juin 1931       | 1 jour              | Royaume d'Espagne                                                                                      | République espagnole                                                                                   | |
| Porto Rico                                 | République de Porto Rico                                  | 23 septembre 1868   | 24 septembre 1868  | 1 jour              | Royaume d'Espagne                                                                                      | | Grito de Lares : plusieurs groupes conjuguent leurs efforts révolutionnaires pour faire changer la société portoricaine. |
| Charjah                                    | Émirat de Charjah                                         | 1er décembre 1971   | 2 décembre 1971    | 1 jour              | États de la Trêve                                                                                      | Émirats arabes unis                                                                                    | |
| Oumm al-Qaïwaïn                            | Émirat d'Oumm al-Qaïwaïn                                  | 1er décembre 1971   | 2 décembre 1971    | 1 jour              | États de la Trêve                                                                                      | Émirats arabes unis                                                                                    | |
| Îles Féroé                                 | Îles Féroé                                                | 18 septembre 1946   | 20 septembre 1946  | 2 jours             | Danemark                                                                                               | Danemark                                                                                               | |
| Mindanao                                   | République fédérale du Mindanao                           | 4 octobre 1990      | 6 octobre 1990     | 2 jours             | Philippines                                                                                            | Philippines                                                                                            | |
| Ploiești                                   | République du Ploiești (en)                               | 8 août 1870         | 9 août 1870        | 1 jour              | Royaume de Roumanie                                                                                    | Royaume de Roumanie                                                                                    | |
| Catalogne                                  | République catalane                                       | 14 avril 1931       | 17 avril 1931      | 3 jours             | Restauration Espagne                                                                                   | Espagne Seconde république espagnole                                                                   | |
| Somaliland                                 | État de Somalie                                           | 26 juin 1960        | 1er juillet 1960   | 5 jours             | Somalie britannique                                                                                    | Somalie                                                                                                | |
| Hongrie                                    | République populaire de Hongrie                           | 2 août 1919         | 8 août 1919        | 6 jours             | Modèle:Country data Socialist red flag.svg Hungarian Soviet Republic                                   | Hongrieép                                                                                              | |
| Hunan Soviet                               |                                                           | 7 septembre 1927    | 14 septembre 1927  | 7 jours             | République de Chine                                                                                    | République de Chine                                                                                    | Créé par Mao Zedong. |
| Martyazo                                   | République du Martyazo                                    | 1er mai 1972        | 9 mai 1972         | 8 jours             | Burundi                                                                                                | Burundi                                                                                                | |
| Prekmurje –                                | République de Prekmurje                                   | 29 mai 1919         | 6 juin 1919        | 8 jours             | Autriche-Hongrie                                                                                       | Hongrie Royaume de Hongrie                                                                             | |
| Prekmurje –                                | République de Prekmurje                                   | 29 mai 1919         | 6 juin 1919        | 8 jours             | Autriche-Hongrie                                                                                       | Royaume des Serbes, Croates et Slovènes                                                                | |
| Timor oriental                             | République démocratique du Timor-Oriental                 | 28 novembre 1975    | 7 décembre 1975    | 9 jours             | Portugal                                                                                               | Indonésie                                                                                              | A déclaré son indépendance du Portugal, puis a rapidement été annexé par l'Indonésie. L'indépendance effective est arrivée le 20 mai 2002. |
| République de Krouchevo                    | République de Krouchevo                                   | 3 août 1903         | 13 août 1903       | 10 jours            | Empire ottoman                                                                                         | Empire ottoman                                                                                         | Entité politique proclamée en 1903 par des rebelles du Krouchevo. |
| Alsace-Lorraine                            | République des conseils d'Alsace-Lorraine                 | 10 novembre 1918    | 22 novembre 1918   | 12 jours            | Empire allemand                                                                                        | France Troisième République                                                                            | L'État a été créé à l'occasion du transfert de souveraineté de la région. |
| Connacht                                   | Gouvernement provisoire de la province de Connacht        | 27 août 1798        | 8 septembre 1798   | 12 jours            | Irlande                                                                                                | Irlande                                                                                                | Reconnu seulement par la République française. |
| Bosnie occidentale                         | République de Bosnie occidentale                          | 26 juillet 1995     | 7 août 1995        | 12 jours            | Modèle:Country data Flag of Bosnia and Herzegovina (1992-1998).svg République de Bosnie et Herzégovine | Modèle:Country data Flag of Bosnia and Herzegovina (1992-1998).svg République de Bosnie et Herzégovine | |
| Louisiane                                  | République de Louisiane                                   | 26 janvier 1861     | 8 février 1861     | 13 jours            | | États confédérés                                                                                       | |
| République du Banat                        | Banat historique                                          | 1er novembre 1918   | 15 novembre 1918   | 14 jours            | Autriche-Hongrie                                                                                       | Roumanie Royaume de Roumanie                                                                           | Reconnu seulement par la Hongrie. |
| République du Banat                        | Banat historique                                          | 1er novembre 1918   | 15 novembre 1918   | 14 jours            | Autriche-Hongrie                                                                                       | Royaume des Serbes, Croates et Slovènes                                                                | Reconnu seulement par la Hongrie. |
| Asturies                                   |                                                           | 4 octobre 1934      | 19 octobre 1934    | 15 jours            | Espagne Second Spanish Republic                                                                        | Espagne Second Spanish Republic                                                                        | |
| Singapour                                  |                                                           | 31 août 1963        | 16 septembre 1963  | 16 jours            | Autogouvernance de Singapour                                                                           | Singapour en Malaisie                                                                                  | |
|                                            | République slovaque des conseils                          | 16 juin 1919        | 7 juillet 1919     | 21 jours            | Tchécoslovaquie                                                                                        | Tchécoslovaquie                                                                                        | État fantoche de la République hongroise des conseils |
| Hongrie République hongroise des conseils  | République slovaque des conseils                          | 16 juin 1919        | 7 juillet 1919     | 21 jours            | | Tchécoslovaquie                                                                                        | État fantoche de la République hongroise des conseils |
| Koweït                                     | République du Koweït                                      | 4 août 1990         | 28 août 1990       | 24 jours            | Koweït                                                                                                 | Irak Irak baas                                                                                         | État fantoche de la république d'Irak (1968-2003) |
|                                            | République d'Alba                                         | 10 octobre 1944     | 2 novembre 1944    | 23 jours            | Italian Social Republic                                                                                | Italian Social Republic                                                                                | Résistance locale contre le fascisme italien pendant la Seconde Guerre mondiale. Une des républiques partisanes italiennes. |
| Californie                                 | République de Californie                                  | 14 juin 1846        | 9 juillet 1846     | 25 jours            | Mexique                                                                                                | États-Unis                                                                                             | |
| Brême                                      | République des conseils de Brême (de)                     | 10 janvier 1919     | 4 février 1919     | 25 jours            | Allemagne République de Weimar                                                                         | Allemagne République de Weimar                                                                         | La république proclamée par les travailleurs de Brême et Bremerhaven dans un contexte révolutionnaire en Allemagne. |
| Bavière                                    | République des conseils de Bavière                        | 6 avril 1919        | 3 mai 1919         | 27 jours            | Allemagne République de Weimar                                                                         | Allemagne République de Weimar                                                                         | |
| Alabama                                    | République de l'Alabama                                   | 11 janvier 1861     | 8 février 1861     | 28 jours            | États-Unis                                                                                             | États confédérés                                                                                       | |
| Floride                                    | République de Floride                                     | 10 janvier 1861     | 8 février 1861     | 29 jours            | États-Unis                                                                                             | États confédérés                                                                                       | |
| Texas                                      | République du Texas                                       | 1er février 1861    | 2 mars 1861        | 1 mois et 1 jour    | États-Unis                                                                                             | États confédérés                                                                                       | |
| Mississippi                                | République du Mississippi                                 | 9 janvier 1861      | 8 février 1861     | 30 jours            | États-Unis                                                                                             | États confédérés                                                                                       | |
| Royaume des Serbes, Croates et Slovènes    | Royaume des Serbes, Croates et Slovènes                   | 29 octobre 1918     | 1er décembre 1918  | 1 mois et 2 jours   | Autriche-Hongrie                                                                                       | Royaume des Serbes, Croates et Slovènes                                                                | |
| Floride                                    | République de Floride occidentale                         | 23 septembre 1810   | 27 octobre 1810    | 1 mois et 4 jours   | Espagne Floride occidentale espagnole                                                                  | United States                                                                                          | |
| Transcaucasie                              | République fédérative démocratique de Transcaucasie       | 22 avril 1918       | 28 mai 1918        | 1 mois et 6 jours   | République Fédérative socialiste soviétique russe                                                      | Arménie                                                                                                | Première République d'Arménie |
| Transcaucasie                              | République fédérative démocratique de Transcaucasie       | 22 avril 1918       | 28 mai 1918        | 1 mois et 6 jours   | République Fédérative socialiste soviétique russe                                                      | Azerbaïdjan                                                                                            | République démocratique d'Azerbaïdjan |
| Transcaucasie                              | République fédérative démocratique de Transcaucasie       | 22 avril 1918       | 28 mai 1918        | 1 mois et 6 jours   | République Fédérative socialiste soviétique russe                                                      | Géorgie                                                                                                | République démocratique de Géorgie |
| Albône                                     | République d'Albône                                       | 2 mars 1921         | 8 avril 1921       | 1 mois et 6 jours   | Italie                                                                                                 | Italie                                                                                                 | |
| Biak-na-Bato                               | République des Philippines                                | 1er novembre 1897   | 15 décembre 1897   | 1 mois et 14 jours  | Espagne Philippines espagnoles                                                                         | | |
| Biak-na-Bato                               | République des Philippines                                | 1er novembre 1897   | 15 décembre 1897   | 1 mois et 14 jours  | Sovereign Tagalog Nation                                                                               | Première République des Philippines                                                                    | |
| Ossola                                     | République partisane de l'Ossola                          | 8 septembre 1944    | 23 octobre 1944    | 1 mois et 15 jours  | Italian Social Republic                                                                                | Italian Social Republic                                                                                | Résistance locale contre le fascisme italien pendant la Seconde Guerre mondiale. Une des 20 républiques partisanes italiennes. |
|                                            | République démocratique du Yémen                          | 21 mai 1994         | 7 juillet 1994     | 1 mois et 16 jours  | Yémen                                                                                                  | Yémen                                                                                                  | |
| Palmetto Republic –                        | République du Caroline du Sud                             | 20 décembre 1860    | 8 février 1861     | 1 mois et 19 jours  | États-Unis                                                                                             | États confédérés                                                                                       | |
| Protectorat d'Islande –                    | Royaume d'Islande                                         | 26 juin 1809        | 22 août 1809       | 1 mois et 27 jours  | Danemark                                                                                               | Danemark                                                                                               | L'aventurier danois Jørgen Jørgensen arrêta le gouverneur et se proclama Protecteur d'Islande. |
|                                            | République populaire de Mongolie-Intérieure               | 9 septembre 1945    | 6 novembre 1945    | 1 mois et 28 jours  | Occupation soviétique de la Mandchourie                                                                | Chine sous contrôle communiste (1927-1949)                                                             | |
| Asturies et León                           | Conseil souverain des Asturies et de León                 | 24 août 1937        | 21 octobre 1937    | 1 mois et 27 jours  | Espagne                                                                                                | Espagne                                                                                                | |
| Mali                                       | Fédération du Mali                                        | 20 juin 1960        | 20 août 1960       | 2 mois              | Sénégal Sénégal français, Soudan français                                                              | Sénégal, Mali                                                                                          | |
| Saskatchewan                               | Provisional Government of Saskatchewan                    | 19 mars 1885        | 20 mai 1885        | 2 mois et 1 jour    | Canada                                                                                                 | Canada                                                                                                 | |
| Bangsamoro Republik –                      | United Federated States of Bangsamoro Republik            | 27 juillet 2013     | 28 septembre 2013  | 2 mois et 1 jour    | Philippines                                                                                            | Philippines                                                                                            | |
|                                            | Commune des travailleurs d'Estonie                        | 29 novembre 1918    | 1er février 1919   | 2 mois et 3 jours   | Estonie                                                                                                | Estonie                                                                                                | État fantoche de l'Union des républiques socialistes soviétiques lors de la Guerre d'indépendance de l'Estonie. Dissoute officiellement le 5 juin 1919. |
| Duché balte uni                            |                                                           | 22 septembre 1918   | 28 novembre 1918   | 2 mois et 6 jours   | Empire allemand                                                                                        | Gouvernement provisoire de Lettonie · Estonie                                                          | État fantoche de l'Empire allemand |
| Haïti                                      | République espagnole d'Haïti                              | 30 novembre 1821    | 9 février 1822     | 2 mois et 10 jours  | Santo Domingo                                                                                          | Ozama and the Cibao                                                                                    | |
| Naissaar                                   |                                                           | 17 décembre 1917    | 26 février 1918    | 2 mois et 9 jours   | Russian Soviet Republic                                                                                | Ober Ost                                                                                               | Petite république soviétique sur l'île de Naissaar (Nargen). |
| Ras el-Khaïmah                             | Émirat de Ras el Khaïmah                                  | 1er décembre 1971   | 11 février 1972    | 2 mois et 10 jours  | États de la Trêve                                                                                      | Émirats arabes unis                                                                                    | |
| Basse Californie                           | République de Basse-Californie                            | 3 novembre 1853     | 21 janvier 1854    | 2 mois et 18 jours  | Mexico                                                                                                 | Sonora                                                                                                 | |
| République de Komancza                     |                                                           | 4 novembre 1918     | 23 janvier 1919    | 2 mois et 19 jours  | Autriche-Hongrie                                                                                       | Pologne République de Pologne                                                                          | |
|                                            | Grande République de Rough and Ready                      | 7 avril 1850        | 4 juillet 1850     | 2 mois et 27 jours  | États-Unis                                                                                             | États-Unis                                                                                             | La petite ville minière de Rough and Ready a déclaré sa sécession d'avec l'Union en 1850, principalement pour échapper aux impôts, puis a voté pour rejoindre l'Union l'année d'après . |
|                                            | République rauracienne                                    | 17 décembre 1792    | 23 mars 1793       | 3 mois et 6 jours   | Principauté épiscopale de Bâle                                                                         | France                                                                                                 | État vassal de la France. |
| Vemerana                                   | République du Vemerana                                    | 28 mai 1980         | 1er septembre 1980 | 3 mois et 4 jours   | Royaume-Uni France Nouvelles-Hébrides                                                                  | Vanuatu                                                                                                | Reconnu uniquement par la France. |
| Azawad                                     | État indépendant de l'Azawad                              | 6 avril 2012        | 12 juillet 2012    | 3 mois et 6 jours   | Mali                                                                                                   | Mali                                                                                                   | |
| Finlande                                   | République socialiste des travailleurs de Finlande        | 29 janvier 1918     | 5 mai 1918         | 3 mois et 6 jours   | Finlande (Premier sénat de Pehr Evind Svinhufvud)                                                      | Finlande Royaume de Finlande (1918-19)                                                                 | |
| Tanna                                      | Nation de Tanna                                           | 24 mai 1974         | 29 juin 1974       | 1 mois et 5 jours   | Nouvelles Hébrides                                                                                     | Nouvelles Hébrides                                                                                     | |
| Finlande                                   | République démocratique finlandaise                       | 1er décembre 1939   | 12 mars 1940       | 3 mois et 11 jours  | Finlande                                                                                               | Union soviétique                                                                                       | Reconnu uniquement par l'Union soviétique. Incorporée en 1940 en tant que République socialiste soviétique carélo-finnoise. |
| Zanzibar                                   | République démocratique de Zanzibar et de Pemba           | 12 janvier 1964     | 26 avril 1964      | 3 mois et 14 jours  | Sultanat de Zanzibar                                                                                   | Tanzanie                                                                                               | Reconnu par la plupart des États occidentaux. |
|                                            | République de Juliana                                     | 24 juillet 1839     | 15 novembre 1839   | 3 mois et 22 jours  | Empire du Brésil                                                                                       | Empire du Brésil                                                                                       | |
| Moldavie                                   | République démocratique moldave                           | 15 décembre 1917    | 9 avril 1918       | 3 mois et 25 jours  | Russie République russe                                                                                | Roumanie Royaume de Roumanie                                                                           | |
| Sonora                                     | République de Sonora                                      | 10 janvier 1854     | 8 mai 1854         | 3 mois et 28 jours  | Basse-Californie-du-Sud                                                                                | République mexicaine                                                                                   | |
| Sonora                                     | République de Sonora                                      | 10 janvier 1854     | 8 mai 1854         | 3 mois et 28 jours  | République mexicaine                                                                                   | République mexicaine                                                                                   | |
| Hongrie                                    | État de Hongrie                                           | 14 avril 1849       | 13 août 1849       | 3 mois et 30 jours  | Royaume de Hongrie                                                                                     | Royaume de Hongrie                                                                                     | |
| Royaume de Hongrie                         | République populaire de Hongrie                           | 16 novembre 1918    | 21 mars 1919       | 4 mois et 5 jours   | Royaume de Hongrie                                                                                     | Royaume de Hongrie                                                                                     | |
| Mirdita –                                  | République de Mirdita                                     | 17 juillet 1921     | 20 novembre 1921   | 4 mois et 3 jours   | Albanie                                                                                                | Albanie                                                                                                | Reconnu uniquement par le Royaume des Serbes, Croates et Slovènes. |
|                                            | République d'Užice                                        | 28 juillet 1941     | 1er décembre 1941  | 4 mois et 3 jours   | Yougoslavie Royaume de Yougoslavie                                                                     | Occupation de la Serbie par les forces de l'Axe                                                        | |
| Royaume de Hongrie                         |                                                           | 21 mars 1919        | 1er août 1919      | 4 mois et 11 jours  | Hungarian People's Republic                                                                            | Hungarian People's Republic                                                                            | |
| Texas                                      | République du Texas                                       | 6 avril 1813        | 18 août 1813       | 4 mois et 12 jours  | Nouvelle Espagne                                                                                       | Nouvelle Espagne                                                                                       | |
| République parthénopéenne                  | République parthénopéenne                                 | 21 janvier 1799     | 13 juin 1799       | 4 mois et 23 jours  | Royaume de Naples                                                                                      | Royaume de Naples                                                                                      | Reconnu uniquement par République française et divers États fantoches de la France. |
| République romaine                         |                                                           | 9 février 1849      | 2 juillet 1849     | 4 mois et 23 jours  | États pontificaux                                                                                      | États pontificaux                                                                                      | Un des états révolutionnaires italien en 1848-49. |
| Syrie                                      | Royaume arabe de Syrie                                    | 8 mars 1920         | 24 juillet 1920    | 4 mois et 16 jours  | Administration des territoires ennemies occupés                                                        | État d'Alep                                                                                            | |
| Syrie                                      | Royaume arabe de Syrie                                    | 8 mars 1920         | 24 juillet 1920    | 4 mois et 16 jours  | Administration des territoires ennemies occupés                                                        | État de Damas                                                                                          | |
| Syrie                                      | Royaume arabe de Syrie                                    | 8 mars 1920         | 24 juillet 1920    | 4 mois et 16 jours  | Administration des territoires ennemies occupés                                                        | État Jabal Druze                                                                                       | |
| Ezo                                        | République d'Ezo                                          | 27 janvier 1869     | 27 juin 1869       | 5 mois              | Shogunat Tokugawa                                                                                      | Empire du Japon                                                                                        | Reconnu par la France et le Royaume-Uni |
| Formosa                                    | République de Formose                                     | 23 mai 1895         | 21 octobre 1895    | 4 mois et 28 jours  | Dynastie Qing                                                                                          | Japon Empire du Japon                                                                                  | |
|                                            | République houtsoule                                      | 8 janvier 1919      | 11 juin 1919       | 5 mois et 3 jours   | Autriche-Hongrie                                                                                       | Tchécoslovaquie                                                                                        | |
| République populaire d'Ukraine occidentale | République houtsoule                                      | 8 janvier 1919      | 11 juin 1919       | 5 mois et 3 jours   | Autriche-Hongrie                                                                                       | | |
| Cabinda                                    | République de Cabinda                                     | 1er août 1975       | 4 janvier 1976     | 5 mois et 3 jours   | Province de Cabinda                                                                                    | Angola                                                                                                 | |
| Corée du Sud                               | République populaire de Corée                             | 6 septembre 1945    | 8 février 1946     | 5 mois et 2 jours   | Corée sous domination japonaise                                                                        | Corée du Nord                                                                                          | |
| Corée du Sud                               | République populaire de Corée                             | 6 septembre 1945    | 8 février 1946     | 5 mois et 2 jours   | Corée sous domination japonaise                                                                        | Corée du Sud Gouvernement militaire de l'armée des États-Unis en Corée                                 | |
|                                            | Fédération arabe                                          | 1er janvier 1958    | 30 juillet 1958    | 6 mois et 29 jours  | Irak Royaume d'Irak                                                                                    | Irak République d'Irak                                                                                 | |
| Jordanie                                   | Fédération arabe                                          | 1er janvier 1958    | 30 juillet 1958    | 6 mois et 29 jours  | | | |
|                                            | République du Zimbabwe-Rhodésie                           | 1er juin 1979       | 12 décembre 1979   | 6 mois et 11 jours  | Rhodésie Rhodésie                                                                                      | Rhodésie du Sud                                                                                        | |
| Dubrovnik                                  | République de Dubrovnik (1991)                            | 15 octobre 1991     | 4 mai 1992         | 6 mois et 19 jours  | Croatie                                                                                                | Croatie                                                                                                | |
| Hongrie                                    | République hongroise                                      | 8 août 1919         | 29 février 1920    | 6 mois et 21 jours  | Hongrie République démocratique hongroise                                                              | Hongrie Royaume de Hongrie                                                                             | |
| Abkhazie                                   | République socialiste soviétique d'Abkhazie               | 21 mai 1921         | 16 décembre 1921   | 6 mois et 25 jours  | Géorgie République démocratique de Géorgie                                                             | Union soviétique                                                                                       | |
| Tafea                                      | Nation Tafea                                              | 14 février 1958     | 2 août 1958        | 5 mois et 19 jours  | Nouvelles-Hébrides                                                                                     | Vanuatu                                                                                                | |
| Gênes                                      | République de Gênes                                       | 26 avril 1814       | 7 janvier 1815     | 8 mois et 12 jours  | Empire français                                                                                        | Royaume de Sardaigne                                                                                   | |
| Drapeau de la Grèce                        | Comité politique de libération nationale                  | 10 avril 1944       | 9 novembre 1944    | 6 mois et 30 jours  | Grèce Hellenic State (1941–44)                                                                         | Royaume de Grèce                                                                                       | |
|                                            | État libre de Schwenten (en) (ou République de Schwenten) | 5 janvier 1919      | 10 août 1919       | 7 mois et 5 jours   | Empire allemand                                                                                        | République de Weimar                                                                                   | Après la première guerre mondiale, les habitants de Schwenten prirent leur destin en leurs mains et declarèrent leur indépendance — et leur neutralité. Quand il est devenu évident que Schwenten resterait partie allemande, l'État se dissout lui-même le 10 aout 1919, se redéclarant partie de l'Allemagne. Cela n'arriva que le 9 juin 1920, quand le Traité de Versailles entra en vigueur.         |
|                                            | Markovo                                                   | 31 octobre 1905     | 18 juin 1906       | 7 mois et 18 jours  | Empire russe                                                                                           | Empire russe                                                                                           | Une des 14 autorités locales, qui ont fondé la révolution russe de 1905. |
| Courlande                                  | Duché de Courlande et Semigalle                           | 8 mars 1918         | 8 novembre 1918    | 8 mois              | Empire allemand                                                                                        | Latvian Provisional Government                                                                         | État vassal de l'Empire allemand. |
| Ukraine                                    | État ukrainien                                            | 29 avril 1918       | 14 décembre 1918   | 7 mois et 15 jours  | Ukrainian People's Republic                                                                            | Directorate of Ukraine                                                                                 | |
| Bagysstan                                  | République indépendante Bagys-Kazakh                      | 30 décembre 2001    | 9 septembre 2002   | 8 mois et 10 jours  | Ouzbékistan                                                                                            | Kazakhstan                                                                                             | Courte période de litige territorial entre le Kazakhstan et l'Ouzbékistan : le village ouzbek avec des habitants kazakhs ayant déclaré l'indépendance en septembre, après l'accord national que le village devienne un territoire kazakh en compensation. |
| Norvège                                    | Royaume de Norvège                                        | 16 février 1814     | 4 novembre 1814    | 8 mois et 19 jours  | Danemark Danemark–Norvège                                                                              | Suède-Norvège                                                                                          | La Norvège a déclaré son indépendance, en conséquence du refus du Traité de Kiel après les guerres napoléoniennes, adopté une Constitution et élu le prince danois Christian Frederik en tant que roi. Cela a abouti à une courte guerre avec la Suède, amenant la Norvège à accepter d'entrer dans une union avec la Suède à la Convention de Moss pour former les Royaumes unis de Suède et de Norvège. |
| Lituanie                                   | Royaume de Lituanie                                       | 16 février 1918     | 9 novembre 1918    | 8 mois et 24 jours  | Empire allemand                                                                                        | Lituanie                                                                                               | État vassal de l'Empire allemand. |
| Ukraine                                    | République populaire d'Ukraine occidentale                | 18 octobre 1918     | 17 juillet 1919    | 8 mois et 29 jours  | Autriche-Hongrie                                                                                       | Tchécoslovaquie                                                                                        | |
| Ukraine                                    | République populaire d'Ukraine occidentale                | 18 octobre 1918     | 17 juillet 1919    | 8 mois et 29 jours  | Autriche-Hongrie                                                                                       | Pologne                                                                                                | |
| Ukraine                                    | République populaire d'Ukraine occidentale                | 18 octobre 1918     | 17 juillet 1919    | 8 mois et 29 jours  | Autriche-Hongrie                                                                                       | Roumanie                                                                                               | |
| Ukraine                                    | République populaire d'Ukraine occidentale                | 18 octobre 1918     | 17 juillet 1919    | 8 mois et 29 jours  | Autriche-Hongrie                                                                                       | RSS d'Ukraine                                                                                          | |
| Goshen –                                   | État de Goshen                                            | 24 octobre 1882     | 6 août 1883        | 9 mois et 13 jours  | Sans prédecesseur                                                                                      | United States of Stellaland                                                                            | |
| Russie blanche et Ruthénie                 | République populaire de Russie blanche et de Ruthénie     | 25 mars 1918        | 5 janvier 1919     | 9 mois et 11 jours  | RSFS de Russie                                                                                         | Lithuanian–Belorussian Soviet Socialist Republic                                                       | La Rada de la République démocratique biélorusse a fini par devenir[Quand ?] le gouvernement en exil le plus ancien existant[réf. nécessaire]. |
| Russie blanche et Ruthénie                 | République populaire de Russie blanche et de Ruthénie     | 25 mars 1918        | 5 janvier 1919     | 9 mois et 11 jours  | RSFS de Russie                                                                                         | Pologne                                                                                                | La Rada de la République démocratique biélorusse a fini par devenir[Quand ?] le gouvernement en exil le plus ancien existant[réf. nécessaire]. |
| Russie blanche et Ruthénie                 | République populaire de Russie blanche et de Ruthénie     | 25 mars 1918        | 5 janvier 1919     | 9 mois et 11 jours  | RSFS de Russie                                                                                         | Ukraine                                                                                                | La Rada de la République démocratique biélorusse a fini par devenir[Quand ?] le gouvernement en exil le plus ancien existant[réf. nécessaire]. |
| Acre                                       | Troisième République d'Acre                               | 27 janvier 1903     | 11 novembre 1903   | 9 mois et 15 jours  | Bolivie                                                                                                | Brésil                                                                                                 | |
| Rio Grande do Norte                        | République du Río Grande                                  | 17 janvier 1840     | 6 novembre 1840    | 9 mois et 20 jours  | Mexique                                                                                                | Mexique                                                                                                | |
| Rio Grande do Norte                        | République du Río Grande                                  | 17 janvier 1840     | 6 novembre 1840    | 9 mois et 20 jours  | Mexique                                                                                                | Texas République du Texas                                                                              | |
| États belgiques unis                       | États belgiques unis                                      | 11 janvier 1790     | 2 décembre 1790    | 10 mois et 21 jours | Monarchie de Habsbourg                                                                                 | Monarchie de Habsbourg                                                                                 | |
| Îles Salomon                               | République des Salomons du Nord                           | 1er septembre 1975  | 7 août 1976        | 11 mois et 6 jours  | Papouasie-Nouvelle-Guinée                                                                              | Papouasie-Nouvelle-Guinée                                                                              | |
| Azerbaïdjan                                | Gouvernement populaire d'Azerbaïdjan                      | 21 novembre 1945    | 15 décembre 1946   | 1 an et 24 jours    | Iran État impérial d'Iran                                                                              | Iran État impérial d'Iran                                                                              | État fantoche de l'URSS. |